# 布胡斯蘭
布胡斯蘭（瑞典語：Bohuslän）是位於瑞典南部，約塔蘭地區的一個舊省。與達爾斯蘭和西約特蘭兩個舊省陸上接壤。

## 外部連結
- Bohuslan.com （页面存档备份，存于）